# Ghinionistul (film din 1961)
Ghinionistul (titlul original: în engleză Nearly a Nasty Accident) este un film de comedie englezesc, realizat în 1961 de regizorul Don Chaffey având protagoniști pe Jimmy Edwards, Kenneth Connor, Shirley Eaton și Eric Barker.

## Distribuție
- Jimmy Edwards - căptanul Kingsley
- Kenneth Connor - Alexander Wood
- Shirley Eaton - caporalul Jean Briggs
- Eric Barker - Ministrul
- Jon Pertwee - generalul Birkinshaw
- Ronnie Stevens - locotenent aviator Pocock
- Richard Wattis - Wagstaffe
- Joyce Carey - Lady Trowborough
- Peter Jones - locotenent aviator Winters
- Terry Scott - Sam Stokes
- Charlotte Mitchell - dra. Chamberlain
- Jack Watling - locotenent aviator Grogan
- Joe Baker - Watkins
- Jack Douglas - Balmer
- Cyril Chamberlain - ofițerul Breech
- John Forrest - locotenent aviator Bunthorpe
- Vincent Ball - sergent la Crybwyth
- Harold Goodwin - mecanic de avioane